# Ortalide écaillée
Ortalis squamata
Espèce
Statut de conservation UICN

 LC  : Préoccupation mineure
L'Ortalide écaillée (Ortalis squamata) est une espèce d'oiseaux de la famille des Cracidae. Elle était et est parfois encore considérée comme une sous-espèce de l'Ortalide maillée (O. guttata).

## Répartition
Cette espèce est endémique du Brésil où elle se rencontre dans le sud-est du pays.